# 顆粒角殼灰介
顆粒角殼灰介（学名：Cornucoquimba nodosa）为半花介科角殼灰介屬下的一个种。